# Holcichneumon flavitarsis
Holcichneumon flavitarsis är en stekelart som först beskrevs av Heinrich 1967.  Holcichneumon flavitarsis ingår i släktet Holcichneumon och familjen brokparasitsteklar. Inga underarter finns listade i Catalogue of Life.